# Cupressus torulosis
Cupressus torulosis là một loài thực vật hạt trần trong họ Cupressaceae. Loài này được Griff. mô tả khoa học đầu tiên năm 1854.